# Ильинский (Самарская область)
Ильи́нский — посёлок в Исаклинском районе Самарской области. Входит в состав сельского поселения Ключи.

## География
Посёлок находится у берега реки Большой Суруш, на расстоянии примерно 8 км (по прямой) к юго-западу от села Исаклы, административного центра района.

### Часовой пояс
Посёлок Ильинский, как и вся Самарская область, находится в часовой зоне МСК+1. Смещение применяемого времени относительно UTC составляет +4:00.

## Население
| 2010 |
| ---- |
| 44   |

### Национальный состав
Согласно результатам переписи 2002 года, в национальной структуре населения русские составляли 90 % из 53 чел.